# Jean IV de Beaumanoir
Pour les articles homonymes, voir Beaumanoir.
Jehan III (parfois numéroté IV) de Beaumanoir (né en 1310, mort en 1366 ou 1367), est un maréchal de Bretagne.

## Origine
Jean IV de Beaumanoir est le fils de Jean III de Beaumanoir, seigneur de Beaumanoir et de Merdrignac, et de Marie de Dinan-Montafilant, dite « Marie du Guildo », et le neveu de Robert († après 1347), chevalier en 1342, maréchal de Bretagne pour Charles de Blois, fait prisonnier en 1347 à la Bataille de La Roche-Derrien.

## Biographie
Jean IV succède à son père comme seigneur de Merdrignac, c'est un ami et un compagnon d'armes de Duguesclin. Lors de la guerre de Succession de Bretagne (1341-1365), il embrasse avec chaleur la cause du duc Charles de Blois contre Jean de Montfort qui lui dispute la possession de la Bretagne et est l'un des héros qui se distinguent le plus à la bataille de La Roche-Derrien (1347). 
Chargé comme capitaine de la défense du château de Josselin, il envoie un défi au gouverneur anglais de Ploërmel (Robert Bemborough) d'où le combat des Trente, livré le 26 mars 1351 par 30 Bretons contre 30 Anglais dont il ressort grièvement blessé. 
En 1354, il part en Angleterre négocier la mise en liberté de Charles de Blois et assiste, en 1364, à la bataille d'Auray où il est fait prisonnier. 
Il est, en 1365, un des négociateurs du traité de Guérande, et la paix faite, se voit confirmer par le vainqueur son titre de maréchal de Bretagne. Il est inhumé à l'abbaye Saint-Magloire de Léhon.

## Union et postérité

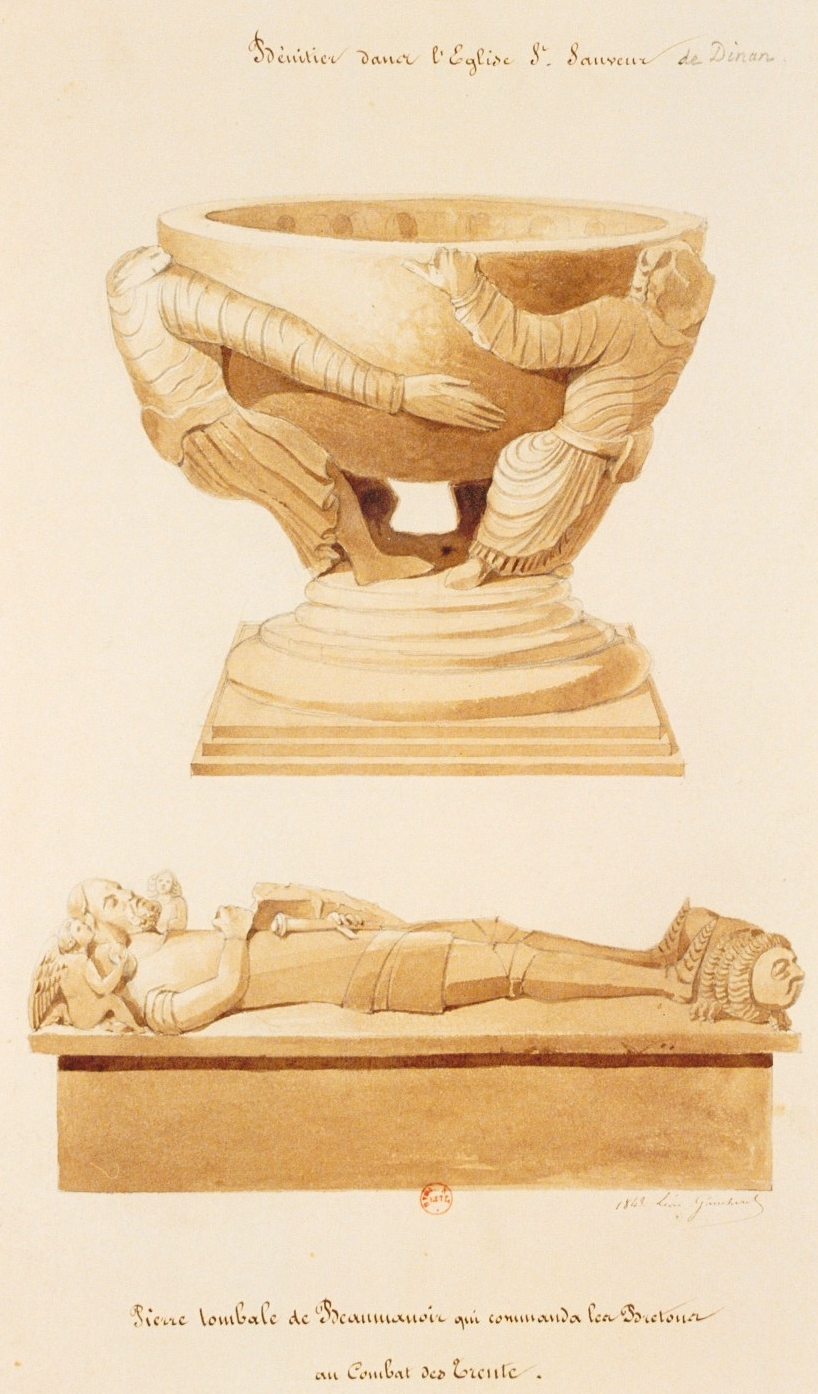
Bénitier et pierre tombale de Jean IV de Beaumanoir dans l'église Saint-Sauveur de Dinan (dessin de Léon Gaucherel, 1843).

Il épouse en premières noces Tiphaine Thouars, dame de Chemillé, dont sont issus : 
- Jean V de Beaumanoir (mort en 1385) inhumé à l'abbaye Saint-Magloire de Léhon, marié avec Tiphaine du Guesclin, dame du Plessis-Bertrand, sans postérité,
- Robert (mort en 1407), seigneur de Beaumanoir après son frère, inhumé à l'abbaye Saint-Magloire de Léhon, sans alliance ni postérité,

puis Jean IV épouse Marguerite de Rohan, fille d'Alain VII de Rohan, dont sont issus :
- Jeanne (morte en 1399), épouse de Charles de Dinan, seigneur de Montafilant et baron de Châteaubriant, d'où postérité,
- Isabeau (morte en 1427), épouse de Jean de Tournemine, seigneur de la Hunaudaye[note 2], d'où postérité,
- Marguerite (morte en 1389), épouse de Guillaume II dit Galhot de Rougé, seigneur de Derval, d'où postérité.